# California Independent System Operator
Der California Independent System Operator (CAISO) ist einer von neun unabhängigen, überregionalen Übertragungsnetzbetreibern in den USA und Kanada. CAISO ist für den Betrieb des Übertragungsnetzes in einem Großteil von Kalifornien sowie einem kleinen Teil von Nevada zuständig. CAISO ist eine Non-Profit-Organisation, die der Aufsicht von Bundesbehörden wie der FERC unterliegt.

## Allgemeines
Das Stromnetz in Kalifornien und Nevada ist Teil der Western Interconnection (WI), einem von vier Verbundnetzen in den USA und Kanada. In Kalifornien gibt es (CAISO mit eingeschlossen) acht (bzw. neun) Übertragungsnetzbetreiber (engl. balancing authority), auf dem Gebiet der WI sind es insgesamt 38.

## Geschichte
CAISO wurde 1998 gegründet. Seit November 2014 arbeiten CAISO und die angrenzende PacifiCorp in einem Energy Imbalance Market (EIM) zusammen.

## Mitglieder
Mehr als 100 Stromerzeuger und Netzbetreiber sind Mitglied bei CAISO, darunter Pacific Gas and Electric, San Diego Gas & Electric und Southern California Edison. Die technischen Einrichtungen des Übertragungsnetzes, wie Hochspannungsleitungen und Umspannwerke gehören den jeweiligen Unternehmen.
Bevor ein neuer Stromerzeuger im Netz der CAISO seinen Strom vermarkten kann, muss er eine Prüfung (engl. interconnection study process) durchlaufen, die zwei Jahre und mehr dauern kann. Die darauf folgenden Schritte wie Vertragsunterzeichnungen sowie Installation von Mess- und Telemetrieeinrichtungen dauern mindestens weitere sechs Monate.

## Kennzahlen
Im Jahre 2014 hatte CAISO knapp 600 Mitarbeiter und ein Budget von 198 Mio. US-Dollar. Bei einem geschätzten Übertragungsvolumen von 247,3 Mrd. kWh für 2014 entspricht dies Kosten von 0,801 USD je MWh (bzw. 0,0801 US-cent je kWh).
In dem von CAISO betriebenen Verbundnetz werden etwa 30 Millionen Kunden versorgt. Das Netz umfasst Hochspannungsleitungen mit einer Länge von 41.800 km (26.000 Meilen). Die installierte Leistung im Gebiet von CAISO liegt bei 57.124 (bzw. 60.000) MW. Die Spitzenlast beträgt 50.000 MW. Über das Netz von CAISO werden im Jahr ca. 260 Mrd. kWh übertragen.
CAISO betreibt zwei Leitstellen, eine im Hauptsitz in Folsom, die andere in Alhambra.